# Тондо Дони
Тондо Дони или Дони Мадона (итал. Tondo Doni;  Doni Madonna) је једина завршена и сачувана панелна слика ренесансног сликара Микеланђела Буонаротија. Дело, у оригиналном оквиру, се налази у Галерији Уфици у Фиренци. Слика је настала у техници темперама на дрвету између 1503. и 1506. године. Верује се да је наручилац слике био богати трговца и мецене Ањола Донија поводом венчања са фирентинском племкињом Мадаленом Строци, ћерком моћне тосканске породице. Назив „тондо” се односу на италијанску реч за „округло” и представља форму панела слике, на којем је Микеланђело радио, а који се одликују монументалношћу пропорција. Други назив са слику је Света породица.
Дело је вероватно настало у периоду после Донијеве женидбе 1503. или 1504. године, а пре него што је започет рад на фрескама на плафону Сикстинске капеле 1508. године. Тондо Дони приказује Свету породицу (дете Исуса, Марију и Јосифа) у првом плану, заједно са Јованом Крститељем у средини, и приказује пет нагих мушких фигура у позадини. Укључивање ових нагих фигура тумачено је на различите начине.

## Опис
Марија је најистакнутија фигура у композицији, и заузима већи део центра слике. Седи директно на тло без јастука између себе и траве, што може да симболизује повезаност и однос са земљом. Јосиф је на слици позициониран навише од Марије, што је необично у композицијама приказа Свете породице. Марија седи између његових ногу, изгледајући као да је он штити, а његове велике ноге формирају неку врсту престола. Постоји одређена дебата о томе да ли Марија узима дете од Јосифа или обрнуто. Свети Јован Крститељ, заштитник Фиренце, веома је често укључен у флорентинска дела која приказују Мадону и дете. Он је приказан између Свете породице и позадине. Сцена изгледа као рурална, са Светом породицом која ужива на трави и ниским зидом је одвојена од знатижељне, наизглед, неповезане групе у позадини.
Слика је још увек у оригиналном раму, на чији је изглед можда утицао Микеланђело или је помогао у дизајнирању. Рам је орнаментално изрезбарен и прилично необичан због пет глава које се тродимензионално истичу у простор. Слично као и наги актови у позадини, значења ових глава су предмет спекулација. Рам такође садржи резбарије полумесеца, звезда, вегетације и лављих глава. Ови симболи су, можда, референце на породице Дони и Строци, и могуће је да су преузети из њихових грбова. Како је приказано на раму, „полумесеци су повезани тракама које се преплићу са лавовима”, што можда указује на брачну везу две породице.
Постоји хоризонтална трака, можда зид, који раздваја предњи и задњи план слике. Фигуре у позадини су пет актова, чије је значење и функција предмет многих спекулација и дебата. Због тога што су ближи нама, посматрачима, Света породица је много већа од актова у позадини, што доприноси илузији дубоког простора у дводимензионалној слици. Иза Светог Јована Крститеља је полукружни гребен, на којем су наслоњени или на којем седе Систински актови. Овај полукруг одражава или огледа кружни облик саме слике и делује као контрапункт вертикалној природи главне групе (Свете породице). Марија и Јосиф гледају у Христа, али ниједан акт у позадини не гледа директно у њега. У далекој позадини налази се планински пејзаж приказан у атмосферској перспективи.

## Техника
Верује се да је Тондо Дони једина сачувана панелна слика коју је Микеланђело насликао без помоћи асистената. За разлику од његове Манчестерске Мадоне и Полагања у гроб, које се обе у Националној галерији у Лондону, приписивање слике Тондо Дони њему никада није доведено у питање. Јукстапозиција светлих боја наговештава исту употребу боја у Микеланђеловим каснијим фрескама на плафону Сикстинске капеле. Набори тканине је оштро моделовано, а моделирање фигура је изразито скулптурално, сугеришући да су исклесане у средњем мермеру. Наге фигуре у позадини имају мекше моделовање и изгледају као претече игнудија, мушких нагих фигура на фрескама плафона Сикстинске капеле. Микеланђелова техника укључује сенчење од најинтензивнијих боја према светлијим нијансама на врху, користећи тамније боје као сенке. Применом пигмента на одређени начин, Микеланђело је створио „нефокусиран” ефекат у позадини и „фокусирани” детаљ у првом плану. Најживље боје налазе се на одећи Богородице, означавајући њену важност унутар слике. Маскулинитет Марије могао би се објаснити Микеланђеловом употребом мушких модела за женске фигуре, као што је то учињено за Сикстинску капелу.
Микеланђело је користио ограничену палету пигмената која укључује оловно бело, азурит, вердигрис и још неколико других. Избегавао је окер и користио веома мало цинобера.

## Утицај
На композицију је, највероватније, утицао цртеж за Богородицу и дете и Светом Аном Леонарда да Винчија. Микеланђелова Света породица формира збијену, одвојену групу у централном предњем делу слике, при чему фигура Богородице конструише типичну ренесансну пирамиду или троугао. Микеланђело је видео цртеж 1501. док је у Фиренци радио на Давиду.
Дони Тондо је такође повезан са Мадоном Медичи Луке Сињорелија у Уфици. Микеланђело је вероватно био упознат са делом и његовим идејама, и желео је да их укључи у свој рад. Сињорелијева Мадона такође користи тондо форму, приказује мушке фигуре у позадини и приказује Богородицу како седи директно на земљи.
Три аспекта слике могу се приписати античкој камеји сардоникса и рељефу из Донателовог круга из 15. века, које је Микеланђело могао да види у палати Медичи: кружни облик, мушкост Марије и позиционирање детета Христа.